# 日本英雄蟹
日本英雄蟹（学名：Achaeus japonicus）为蜘蛛蟹科英雄蟹属的动物。分布于日本，包括广东、东海等海域，生活环境为海水，常生活于海底岩石间的水草中。